# Abellerol frontblanc
L'abellerol frontblanc (Merops bullockoides) és una espècie d'ocell de la família dels meròpids (Meropidae), que habita zones de sabana i bosc obert de bona part d'Àfrica occidental i meridional.